# Aeroportul Regional South Bend
Aeroportul Regional South Bend (IATA: SBN, ICAO: KSBN, FAA LID: SBN) este un aeroport din Indiana, Statele Unite ale Americii ce deservește zona South Bend. Aeroportul a fost tranzitat în 2019 de 832.280 de pasageri. A fost deschis în 1933 și numit după zona deservită.
Situat la o altitudine de 244 m, aeroportul dispune de 3 piste.

## Infrastructură

### Piste
Aeroportul dispune de 3 piste: 
- pista 09L/27R din asfalt, cu dimensiunile 4.300 picioare × 75 picioare
- pista 09R/27L din asfalt, cu dimensiunile 8.412 picioare × 150 picioare
- pista 18/36 din asfalt, cu dimensiunile 7.101 picioare × 150 picioare